# Fernanda Ribeiro

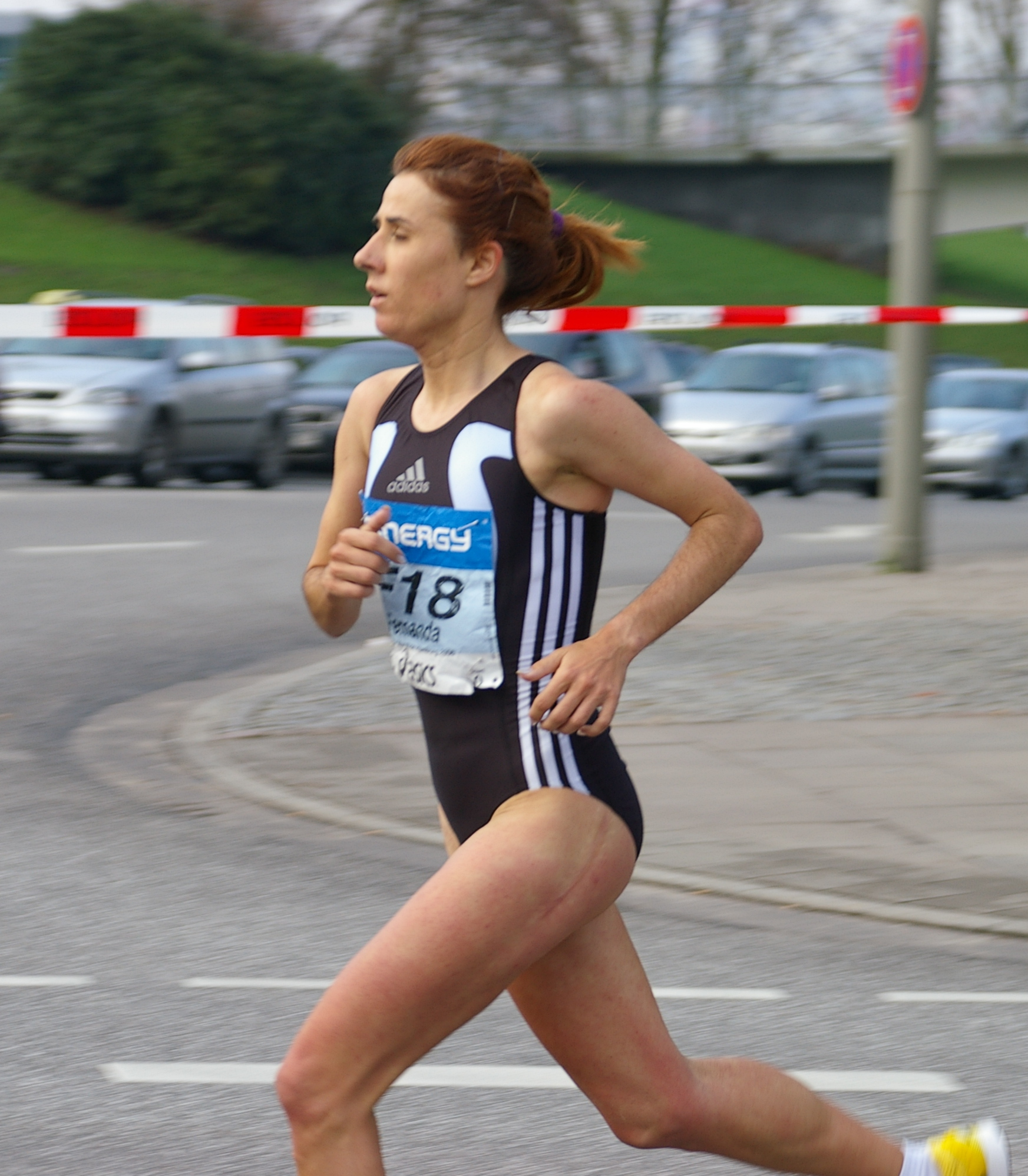
Fernanda Ribeiro beim Hamburg-Marathon 2006

Fernanda Ribeiro (* 23. Juni 1969 in Penafiel) ist eine ehemalige portugiesische Langstreckenläuferin und Olympiasiegerin.
Bei den Europameisterschaften 1994 in Helsinki siegte sie im 10.000-Meter-Lauf, bei den Weltmeisterschaften 1995 in Göteborg holte sie die Silbermedaille über 5000 Meter und die Goldmedaille über 10.000 Meter und bei den Weltmeisterschaften 1997 in Athen die Bronzemedaille über 5000 Meter und die Silbermedaille über 10.000 Meter.
Bei den Hallenweltmeisterschaften 1997 in Paris wurde sie Dritte im 3000-Meter-Lauf und bei den Europameisterschaften 1998 in Budapest Zweite über 10.000 Meter.
Beim 10.000-Meter-Lauf der Olympischen Spiele 1996 in Atlanta gewann sie die Goldmedaille vor Wang Junxia (CHN) und Gete Wami (ETH). Vier Jahre später gewann sie bei den Olympischen Spielen in Sydney die Bronzemedaille über 10.000 Meter hinter den beiden Äthiopierinnen Derartu Tulu und Gete Wami.
2006 trat sie beim Hamburg-Marathon an und wurde Sechste in 2:29:48 h.